# Keizersveer
Keizersveer is een buurtschap in de gemeente Geertruidenberg en deels in de gemeente Altena in de Nederlandse provincie Noord-Brabant. Het ligt in de Nieuwe Hooipolder, ongeveer 1,5 km ten noorden van Raamsdonksveer aan het Oude Maasje. Later is hier de Bergsche Maas gegraven.
De naam Keizersveer is afkomstig van keizer Napoleon Bonaparte die in 1811 alhier de veerboot nam over de Maas om een bezoek te brengen aan de ingelijfde Hollandse gewesten. Hier werd namelijk de Napoleonsweg tussen Parijs en Amsterdam aangelegd, waarvoor Spaanse krijgsgevangenen werden gebruikt. In 1813 was de weg gereed en met kasseien geplaveid, waarmee het de enige verharde weg in deze streek was. Nu ligt hier de Rijksweg 27 die deels het tracé van de oude Napoleonsweg volgt.
Keizersveer heeft in 1931 de naam aan de Brug bij Keizersveer geschonken en heeft sinds 1952 lange tijd plaats geboden aan de Pontonnierskazerne, die van groot belang was bij de Watersnoodramp van 1953. In 1995 verdween de militaire functie van de kazerne. Deze heeft in 1999 nog wel gediend als opvangplaats voor Kosovaarse vluchtelingen, maar is niet lang daarna door de gemeente gesloopt. Tegenwoordig is in het gebied het industrieterrein Pontonnier gevestigd. In Keizersveer is verder het gelijknamige gemaal te vinden, dat het Zuiderafwateringskanaal afwatert op het Oude Maasje. Ook is er een aantal woningen.
Hoofdplaats: Geertruidenberg      Dorpen: Raamsdonksveer · Raamsdonk

Buurtschappen: De Bergen · De Laan · Keizersveer · Statendam

Noord-Brabant: Steden en dorpen      Nederland: Provincies · Gemeenten
Hoofdplaats: Almkerk
Stad: Woudrichem      
Dorpen: Andel · Babyloniënbroek · Drongelen · Dussen · Eethen · Genderen · Giessen · Hank · Meeuwen · Nieuwendijk · Rijswijk · Sleeuwijk · Uitwijk · Veen · Waardhuizen · Werkendam · Wijk en Aalburg

Buurtschappen: Bronkhorst · Buurtje · De Baan · De Hoef · Duizend Morgen · Eng · Hill · Hoekeinde · Keizersveer · Kerkeinde · Kievitswaard · Kille · Korn · Moleneind · Oudendijk · Peerenboom · Schans · Spijk · Stenenheul · Steurgat · Uppel · Vierbannen · Vijcie · 't Zand · Zandwijk

Verdwenen plaatsen: Aartswaarde · Almonde · Eemkerk · Emmikhoven · Gansoyen · Hagoort · Honswijk · Munsterkerk · Muilkerk

Noord-Brabant: Steden en dorpen in Noord-Brabant      Nederland: Provincies · Gemeenten